# 집약적 축산

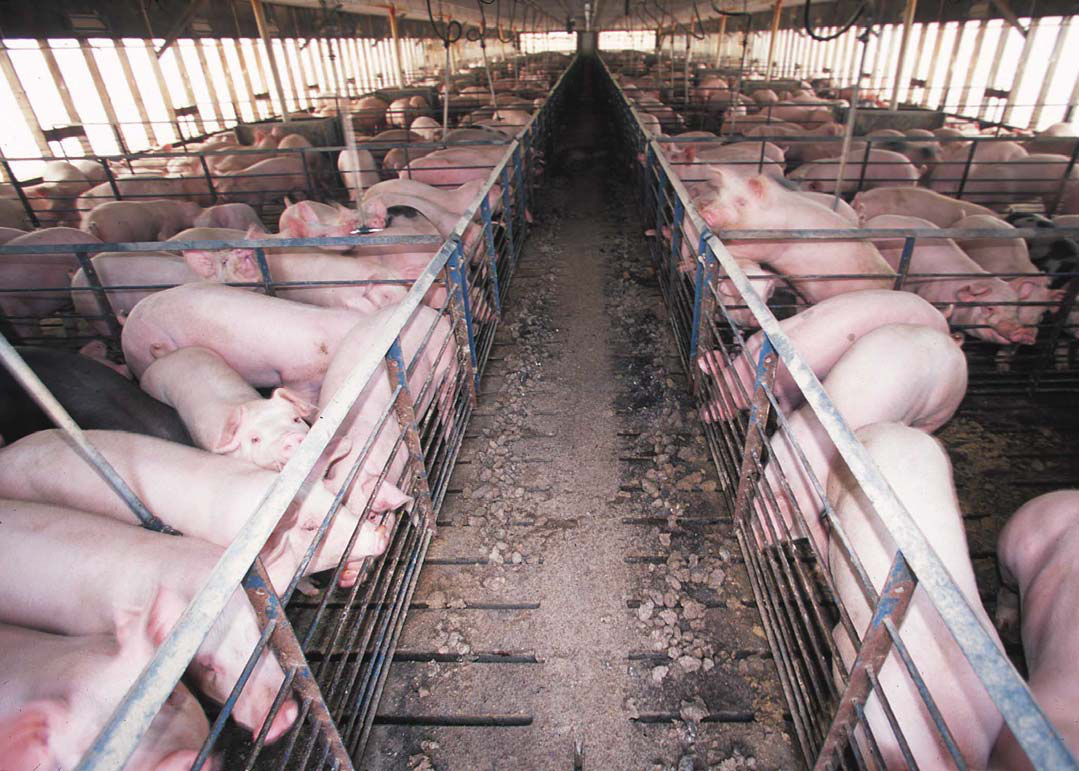
공장형 축산의 돼지 사육장

집약적 축산(集約的畜産, 영어: intensive animal farming, industrial livestock production) 또는 공장형 축산(工場型畜産, 영어: factory farming, macro-farms)은 종래의 전통적인 방목형 축산과는 달리, 동물권이나 동물복지를 고려하지 않고 효율성만을 우선시하여 높은 조밀도의 시설에서 주로 식용 동물들에 대한 축산법이으로서, 가축들의 면역력 저하로 감염병에 취약한 것으로 알려져 있다.
집약적인 축산업, 산업용 축산물 생산, 그리고 거시 농장, 공장 농업으로도 알려져 있다.  이러한 앞서 말한 용어는 집약적 농업의 한 유형으로, 특히 생산을 극대화하면서 비용을 최소화하기 위해 설계된 대량 축산업에 대한 접근 방식이다. 이를 달성하기 위해 농업 기업들은 소, 가금류, 생선과 같은 가축을 대량으로 비축하고 현대 기계, 생명공학, 제약 및 국제 무역을 통해 사육하고 있다. 이 산업의 주요 제품은 육류, 우유, 그리고 식용 달걀이다.
집약적인 축산업은 적은 비용으로 많은 양의 고기를 생산할 수 있지만, 인간의 노동력을 줄일 수 있다. 여러 윤리적 문제를 제기하기 때문에 논란의 여지가 있다. 동물 복지 문제(confine, 돌연변이, 스트레스 유발 공격성, 번식 합병증)를 포함한다. 환경과 야생동물에 대한 해악(온실가스, 산림전용, 부영양화),공중 보건 위험(동물성 질병, 팬데믹 위험, 항생제 내성), 및 특히 서류 미비 근로자의 노동 착취가 있다.

## 역사
집약적인 동물 사육은 농업 역사에서 비교적 최근의 발전으로, 과학적 발견과 기술 발전을 활용하여 생산량을 증가시키는 농업 방법의 변화를 가능하게 한다. 19세기 후반의 혁신은 일반적으로 산업 혁명 후반부에 다른 산업의 대량 생산 발전과 병행된다. 20세기 초반 20년 동안 비타민의 발견과 동물 영양에서의 역할은 비타민 보충제로 이어져 닭을 실내에서 키울 수 있게 되었다. 항생제와 백신의 발견으로 질병을 줄여 가축을 더 많이 키울 수 있게 되었다. 제2차 세계대전에 사용하기 위해 개발된 화학물질이 합성 살충제를 탄생시켰다. 운송 네트워크와 기술의 발전으로 농산물의 장거리 유통이 가능해졌다.
1820년부터 1975년까지 전 세계 농업 생산량은 두 배로 증가했다(1820년부터 1920년까지, 1920년부터 1950년까지, 1950년부터 1965년까지, 1965년부터 1975년까지). 1800년에는 전 세계 인구 10억 명을 먹여 살리기 위해 두 배로 증가했고, 2002년에는 65억 명을 먹여 살렸다.:29 같은 기간 동안 농업 과정이 자동화되면서 농업에 종사하는 사람들의 수가 감소했다. 1930년대에는 미국 인구의 24%가 농업에 종사한 반면, 2002년에는 1.5%가 농업에 종사했다. 1940년에는 각 농장 노동자가 11명의 소비자를 공급한 반면, 2002년에는 각 노동자가 90명의 소비자를 공급했다.:29
영국의 공장 농업 시대는 1947년 새로운 농업법이 수입 육류에 대한 영국의 의존도를 낮추기 위해 농부들에게 새로운 기술을 도입하여 더 많은 생산량을 장려하기 위해 보조금을 지급하면서 시작되었다. 유엔은 "동물 생산을 강화하는 것은 식량 안보를 제공하는 방법으로 여겨졌다"고 말한다1966년, 미국, 영국 및 기타 산업화된 국가들은 소고기, 젖소, 그리고 국내 돼지의 공장식 농업을 시작했다. 그 결과 농업은 더 적은 수의 대규모 농장에 집중되었다. 예를 들어 1967년에는 미국에 100만 개의 돼지 농장이 있었고, 2002년 기준으로 114,000개의 돼지 농장이 있었다.:29 I1992년 미국 돼지의 28%가 연간 5,000마리 이상의 돼지를 판매하는 농장에서 사육되었으며, 2022년 기준으로 94.5%로 증가했다.미국과 서유럽의 중심지에서 집중적인 축산업은 20세기 후반에 세계화되었으며, 점점 더 많은 국가에서 전통적인 가축 사육 관행을 확장하고 대체하고 있다. 1990년에는 집약적인 축산업이 세계 육류 생산량의 30%를 차지했으며, 2005년에는 40%로 증가했다.

## 과정
목표는 가능한 한 적은 비용으로 대량의 육류, 달걀 또는 우유를 생산하는 것이다. 식품은 제자리에 공급된다. 건강을 유지하고 생산을 개선하기 위해 사용되는 방법에는 소독제, 항균제, 구충제, 호르몬 및 백신, 단백질, 미네랄 및 비타민 보충제, 빈번한 건강 검사, 생물 보안, 기후 조절 시설 등이 포함될 수 있다. 울타리나 크리프와 같은 물리적 제약은 바람직하지 않은 것으로 간주되는 움직임이나 행동을 제어하는 데 사용된다. 사육 프로그램은 제한된 조건에 더 적합한 동물을 생산하고 일관된 식품을 제공할 수 있도록 사용된다.
산업 생산은 전 세계 육류 생산량의 39%와 전체 달걀 생산량의 50%를 차지하는 것으로 추정되었다. 미국 전국 돼지고기 생산자 위원회에 따르면 매년 도축되는 9,500만 마리의 돼지 중 8,000만 마리가 산업 환경에서 사육되고 있다.:29
산업의 주요 집중은 도축 및 육류 가공 단계에서 발생하며, 소의 81%, 양의 73%, 돼지의 57%, 닭의 50%를 도축 및 가공하는 회사는 단 네 곳뿐이다.  도축 단계에서의 이러한 집중은 소규모 도축 공장의 건설, 유지 또는 사업 유지를 재정적으로 어렵게 만들 수 있는 규제 장벽 때문일 수 있다. 공장식 농업은 가격을 낮추는 과잉 생산에 기여하는 것으로 보이기 때문에 전통적인 농업보다 축산업자에게 더 유리하지 않을 수 있다. 육류 포장업자는 '선도 계약'과 '마케팅 계약'을 통해 생산 준비가 되기 훨씬 전에 가축의 가격을 설정할 수 있다. 이러한 전략은 2007년 미국 가족 농업 운영의 절반이 그랬던 것처럼 농부들이 종종 손실을 입게 만든다.
미국의 많은 축산업자들은 소비자에게 직접 가축을 판매하고자 하지만, USDA의 검사를 받은 도축 시설이 제한되어 있어 현지에서 재배된 가축을 일반적으로 도축하고 가공할 수 없다.
소규모 농부들은 종종 공장 농장 운영에 흡수되어 산업 시설의 계약 재배자 역할을 한다. 가금류 계약 재배자의 경우, 농부들은 새들을 수용하고 필요한 사료와 약품을 구입하기 위해 창고 건설에 많은 비용을 투자해야 하며, 종종 낮은 이윤율이나 심지어 손실을 감수해야 한다.
연구에 따르면, 미국에서 집중적인 축산업 운영(CAFO)을 하는 많은 이민자 노동자들이 이러한 직업과 관련된 위험에 대한 직업별 교육이나 안전 및 건강 정보를 거의 받지 않는 것으로 나타났다. 영어 능력이 제한된 근로자는 영어로만 제공되는 경우가 많기 때문에 업무 관련 교육을 받을 가능성이 현저히 낮다. 그 결과 많은 근로자가 자신의 직업을 위험하다고 인식하지 못한다. 이로 인해 개인 보호 장비(PPE) 사용이 일관되지 않으며 직장 내 사고 및 부상으로 이어질 수 있다. 또한 이민자 근로자는 직장 내 위험 및 부상을 보고할 가능성도 낮다.

## 유형
집약적인 농장에는 소, 돼지, 칠면조, 거위, 닭 등 많은 수의 동물이 있으며, 주로 실내에서 주로 높은 밀도로 사육된다.
선진국에서는 가축과 가금류의 집중적인 생산이 널리 이루어지고 있다. 2002년부터 2003년까지 유엔 식량농업기구(FAO)의 전 세계 생산량 대비 산업 생산량 추정치는 소고기와 송아지 고기가 7%, 양고기와 염소 고기가 0.8%, 돼지고기가 42%, 가금 고기가 67%였다.

### 닭

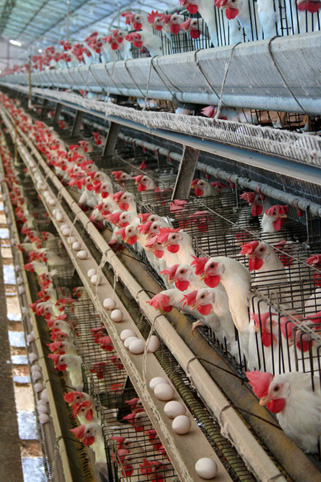
브라질의 닭

20세기 가금류 생산의 주요 이정표는 비타민 D의 발견이었다. 그 덕분에 닭을 일 년 내내 가둬두는 것이 가능해졌다. 그 이전에는 겨울 동안(햇빛 부족으로 인해) 닭이 번성하지 않았고, 비수기에는 달걀 생산, 부화, 육류 생산이 모두 매우 어려웠기 때문에 가금류는 계절적이고 비용이 많이 들었다. 연중 생산으로 인해 특히 육계의 비용이 낮아졌다.
동시에 과학적 육종으로 인해 난자 생산이 증가했다. 오레곤 실험장의 드라이든 교수는 메인 실험장이 난자 생산 개선에 실패하는 등 몇 차례의 잘못된 출발 후 성공을 거두었다.
생산량과 품질의 향상은 노동력 요구량 감소와 함께 이루어졌다. 1930년대부터 1950년대 초까지 1,500마리의 암탉이 미국의 한 농가에 정규직 일자리를 제공했다. 1950년대 후반에는 달걀 가격이 너무 급격히 하락하여 농부들이 일반적으로 사육하는 암탉의 수가 세 배로 증가하여 세 마리의 암탉을 단일 새장에 넣거나 바닥에 격리된 집을 단일 닭장에서 삼중 닭장으로 전환했다. 얼마 지나지 않아 가격은 더 하락했고 많은 수의 달걀 농부들이 사업을 떠났다. 이러한 수익성 하락은 소비자에게 전반적인 가격 하락을 동반하여 가금류와 달걀이 고급 식품으로서의 지위를 잃게 만들었다.
로버트 플래먼던(Robert Plamondon) 오리건주의 마지막 가족 닭 농장인 렉스 팜스는 30,000층 규모로 1990년대까지 살아남았다고 한다. 그러나 현재 운영자들의 표준 산란계는 약 125,000마리의 암탉이다.

계란과 가금류 산업의 수직적 통합은 현대 육계 사육 기술의 발전, 콘월 크로스 육계의 채택, 산란 케이지의 사용 등 모든 주요 기술 변화가 수년간 지속된 후에 이루어진 늦은 발전이었다.

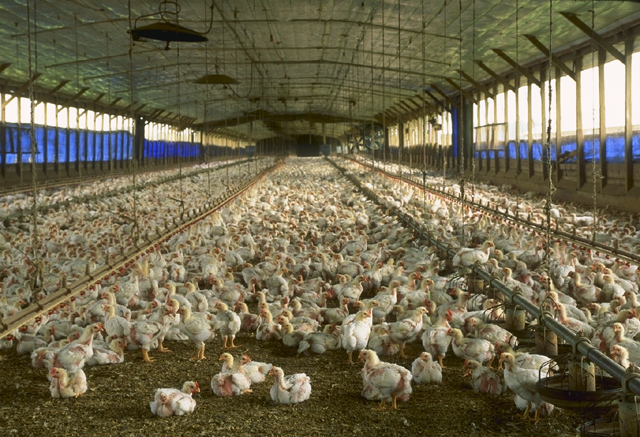
미국 플로리다주에 있는 브로일러(불고기용 영계) 사육장

1950년대 후반까지 가금류 생산은 극적으로 변화했다. 대규모 농장과 포장 공장에서는 수만 마리의 새를 키울 수 있었다. 닭은 도축장으로 보내 도축 및 가공을 위해 미리 포장된 상업용 제품으로 보내 냉동하거나 신선하게 시장이나 도매업체에 배송할 수 있었다. 육류형 닭은 현재 6~7주 안에 시장 무게까지 성장하는 반면, 불과 50년 전에는 그 세 배나 오래 걸렸다. 이것은 유전자 선택과 영양 수정 때문이다 (하지만 미국에서 가금류에 사용하는 것이 불법인 성장 호르몬의 사용은 아니다) 그리고 다른 많은 국가에서도 효과가 없다). 한때 육류를 가끔씩만 소비하던 닭고기는 일반적인 가용성과 저렴한 비용으로 인해 선진국에서는 닭고기가 일반적인 육류 제품으로 자리 잡았다. 1980년대와 1990년대에 붉은 고기의 콜레스테롤 함량에 대한 우려가 커지면서 닭고기 소비가 더욱 증가했다.
오늘날 달걀은 환경 매개변수가 잘 통제된 대형 달걀 목장에서 생산된다. 닭은 일 년 내내 달걀 생산을 촉진하기 위해 인공 빛 주기에 노출된다. 또한 미국에서는 달걀 크기와 생산량을 늘리기 위해 빛과 음식 접근을 조작하여 탈피를 유발하는 강제 탈피가 일반적으로 시행된다. 강제 탈피는 논란의 여지가 있으며 EU에서는 금지되어 있다.
평균적으로 닭은 하루에 한 개의 알을 낳지만, 일 년 중 매일 낳는 것은 아니다. 이는 품종과 시기에 따라 다르다. 1900년에는 닭 한 마리당 평균 달걀 생산량이 83개였다. 2000년에는 300개가 훨씬 넘었다. 미국에서는 산란계가 두 번째 산란기 이후에 도살된다. 유럽에서는 일반적으로 한 시즌 후에 도살된다. 산란 기간은 품종과 계절에 따라 암탉이 약 18~20주가 되면 시작된다. 산란계의 수컷은 어느 연령대에서든 상업적 가치가 거의 없으며, 번식에 사용되지 않는 모든 닭(전체 산란계의 약 50%)은 부화 후 곧  목을 잘라 말살시켰다. 오래된 암탉도 상업적 가치가 거의 없다. 따라서 100년 전 가금류 고기의 주요 공급원(봄닭과 찌는 닭)은 모두 육류형 육계 닭에 의해 완전히 대체되었다.

### 돼지

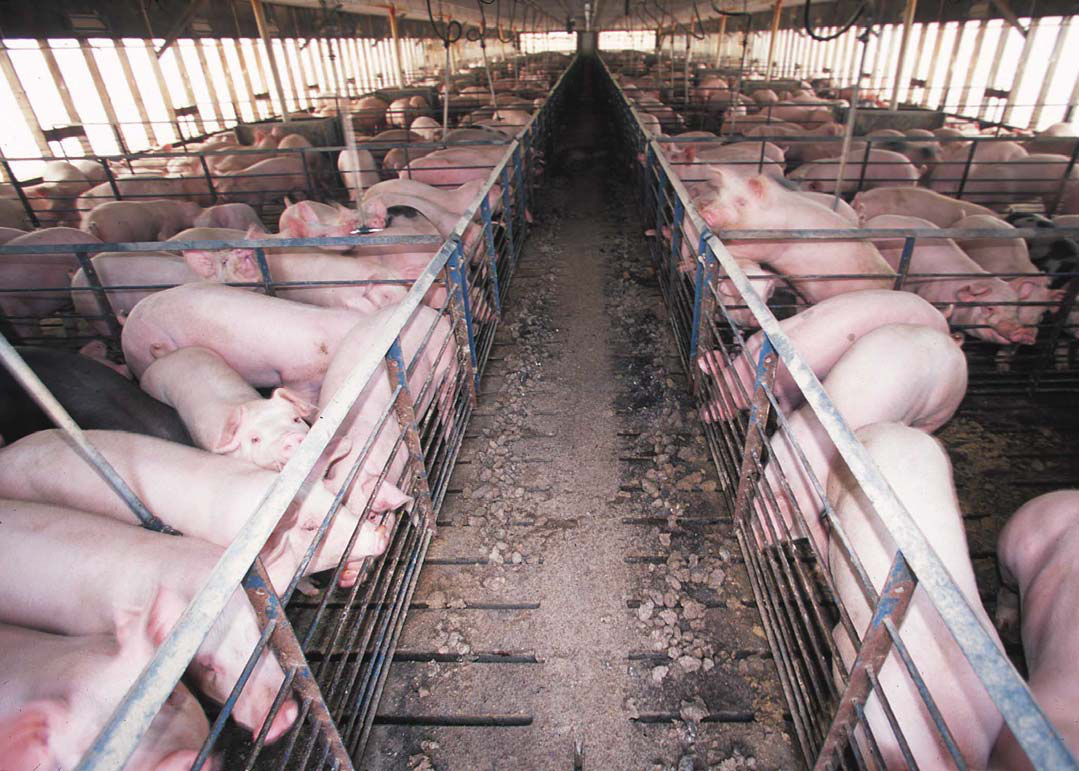
미국 중서부 집중 시스템의 헛간에 갇힌 돼지들

미국에서 집중 돼지 사육(또는 돼지 사육장)은 도축 중량까지 가축을 사육하는 데 특화된 집중 동물 사육 운영(CAFO)의 한 유형이다. 이 시스템에서는 사육 돼지를 그룹 하우징이나 짚으로 만든 축사에 실내에 사육하고, 임신한 모돈은 모돈 가판대(게스트레이션 상자)에 갇혀 파로잉 상자에서 출산한다.
모돈 가판대 사용으로 인해 생산 비용이 낮아지고 동물 복지에 대한 우려가 커지고 있다. 미국과 캐나다 등 세계 최대 돼지 생산국 중 상당수가 모돈 가판대를 사용하지만, 일부 국가(영국 등)와 미국 주(플로리다, 애리조나 등)에서는 이를 금지하고 있다.
집중적인 돼지 사육장은 일반적으로 창고와 같은 큰 건물이다. 실내 돼지 시스템은 돼지의 상태를 모니터링할 수 있게 하여 사망자 수를 최소화하고 생산성을 높인다. 건물은 환기되고 온도가 조절된다. 대부분의 국내 돼지 품종은 열 스트레스에 취약하며, 모든 돼지는 땀샘이 부족하여 스스로 냉각할 수 없다. 돼지는 고온에 대한 내성이 제한적이며 열 스트레스는 사망에 이를 수 있다. 돼지 내성 범위 내에서 더 특정한 온도를 유지하면 성장과 사료 대비 성장 비율도 극대화할 수 있다. 집중적인 운영에서는 돼지가 자연 냉각 메커니즘인 월로우(진흙)에 접근할 수 없다. 집중적인 돼지 사육장은 환기 또는 드립 워터 시스템(시스템을 냉각하기 위해 물을 떨어뜨림)을 통해 온도를 조절한다.
돼지는 자연적으로 잡식성이며 일반적으로 곡물과 단백질 공급원(콩 또는 육류 및 뼈 식사)의 조합으로 먹이를 먹는다. 대규모 집중 양돈장은 사료 곡물 작물이 재배되는 농지로 둘러싸여 있을 수 있다. 또는 양돈장은 곡물 산업에 의존할 수 있다. 돼지 사료는 포장된 상태에서 구입하거나 현장에서 혼합하여 구입할 수 있다. 돼지를 개별 가판대에 가두는 집중 양돈 시스템은 각 돼지에게 사료의 일부를 할당할 수 있도록 한다. 개별 사료 공급 시스템은 사료를 통해 돼지를 개별적으로 약물 치료할 수 있도록 지원한다. 이는 다른 동물과의 근접성으로 인해 질병이 더 빠르게 확산될 수 있기 때문에 집중 농법에 더 큰 의미가 있다. 질병 확산을 예방하고 성장을 촉진하기 위해 항생제, 비타민, 호르몬 및 기타 보충제와 같은 약물 프로그램을 선제적으로 투여한다.
실내 시스템, 특히 가판대와 펜(예: '마른' 시스템)은 쓰레기를 쉽게 수거할 수 있게 해준다. 실내 집약적인 양돈 농장에서는 석호 시스템이나 기타 쓰레기 관리 시스템을 통해 분뇨를 관리할 수 있다. 그러나 악취는 여전히 관리하기 어려운 문제로 남아 있다.
동물이 집중 사육 시스템에 수용되는 방식은 다양하다. 번식용 모돈은 임신 중 모돈 가판대나 가축을 키우는 상자에서 대부분의 시간을 보내며, 시장으로 보내질 때까지 함께 보낸다.
아기 돼지는 종종 거세, 꼬리 물어뜯기를 줄이기 위한 꼬리 도킹, 어머니의 유두 부상을 줄이고 나중에 엄니가 자라지 않도록 하는 이빨 자르기, 그리고 식별을 돕기 위해 귀를 고정하는 등 다양한 치료를 받는다. 치료는 보통 진통제 없이 이루어진다. 약한 룬트는 출생 직후에 죽일 수 있다.
어린 돼지는 생후 2주에서 5주 사이에 젖을 떼고 어미 돼지에게서 제거할 수도 있다그리고 창고에 보관한다. 그러나 무리의 대부분을 차지하는 재배 돼지는 보통 배치 우리와 같은 대체 실내 주택에 보관된다. 임신 중에는 사료 관리와 성장 조절을 용이하게 하기 때문에 가판대를 사용하는 것이 선호될 수 있다. 또한 돼지의 공격성(예: 꼬리 물어뜯기, 귀 물어뜯기, 외음부 물어뜯기, 음식 훔치기)을 방지한다. 그룹 우리는 일반적으로 더 높은 재고 관리 기술이 필요하다. 이러한 우리는 일반적으로 짚이나 기타 재료를 포함하지 않는다. 또는 짚으로 만든 창고에는 연령대별로 더 많은 그룹(즉, 배치되지 않은)이 있을 수 있다.

### 소

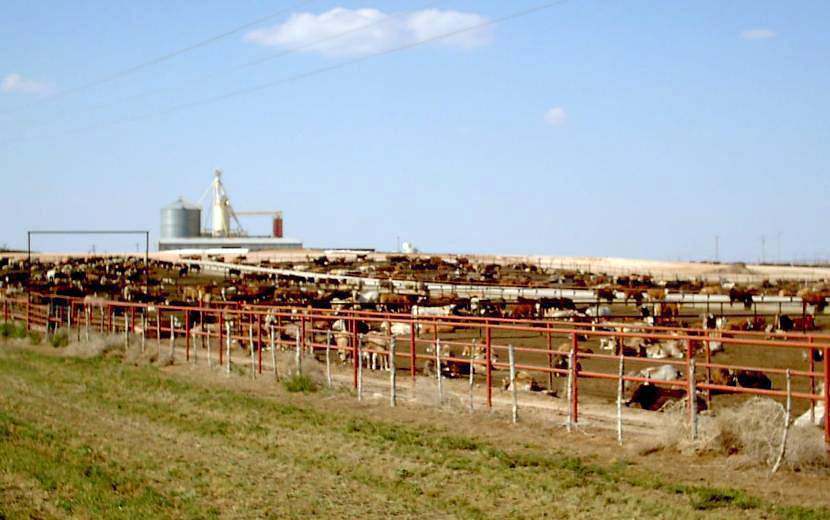
텍사스 팬핸들의 사육장에 있는 육우. 이러한 감금은 농부에게 더 많은 일을 만들어 주지만 동물이 빠르게 성장할 수 있도록 한다.

소는 가축화된 유제류로, 보비네아과에 속하는 보비대과(Bovidae)에 속하며, 오록스(Bos primigenius)의 후손이다. [1] 이들은 고기(소고기와 송아지), 유제품(우유), 가죽 및 가축으로 사육된다. 2009-2010년 기준으로 전 세계에는 13억에서 14억 마리의 소가 있는 것으로 추정된다.

사육장 시스템의 다이어그램이다. 이는 더 전통적인 방목 시스템과 비교할 수 있다.

소와의 가장 일반적인 상호작용은 매일 먹이주기, 청소, 착유를 포함한다. 많은 일상적인 축산 관행에는 귀 태그 부착, 탈호링, 적재, 의료 운영, 예방 접종 및 발굽 관리뿐만 아니라 농업 박람회 및 판매를 위한 교육 및 분류가 포함된다.
소들이 약 650 파운드(290kg)의 초입 무게를 얻으면, 그 범위에서 사육장으로 옮겨져 옥수수 부산물(에탄올 생산에서 유래), 보리 및 기타 곡물뿐만 아니라 알팔파 및 면실 가루로 구성된 특수 동물 사료를 먹이다. 사료에는 비타민, 미네랄, 화학 방부제, 항생제, 발효 제품 및 상업용 사료에 혼합하기 위해 보통 해고된 형태로 프리믹스 회사에서 구입하는 기타 필수 성분들로 구성된 프리믹스도 포함되어 있다. 이러한 제품들이 제공되기 때문에, 농부들은 자신만의 곡물을 사용하여 자신만의 사료를 만들 수 있으며, 동물들이 권장 수준의 미네랄과 비타민을 섭취하고 있다는 것을 확신할 수 있다.
현대의 소 산업 농업 시스템으로 인해 인간 건강에 많은 잠재적 영향을 미칠 수 있다. 사용되는 항생제와 성장 호르몬, 대장균 오염 증가, 사료로 인한 육류의 포화 지방 함량 증가, 환경 문제 등이 우려되고 있다.
2010년 기준으로 미국에서는 766,350명의 생산자가 소고기 사육에 참여하고 있다. 소고기 산업은 대부분의 생산자가 소고기 송아지 사육에 참여하여 세분화되어 있다. 소고기 송아지는 일반적으로 소규모 무리에서 사육되며, 90% 이상의 무리가 100마리 미만의 소를 키우고 있다. 사육장에서 흔히 발생하는 마무리 단계에는 더 적은 수의 생산자가 참여하지만, 그럼에도 불구하고 미국에는 82,170개의 사육장이 있다.

### 수산 양식

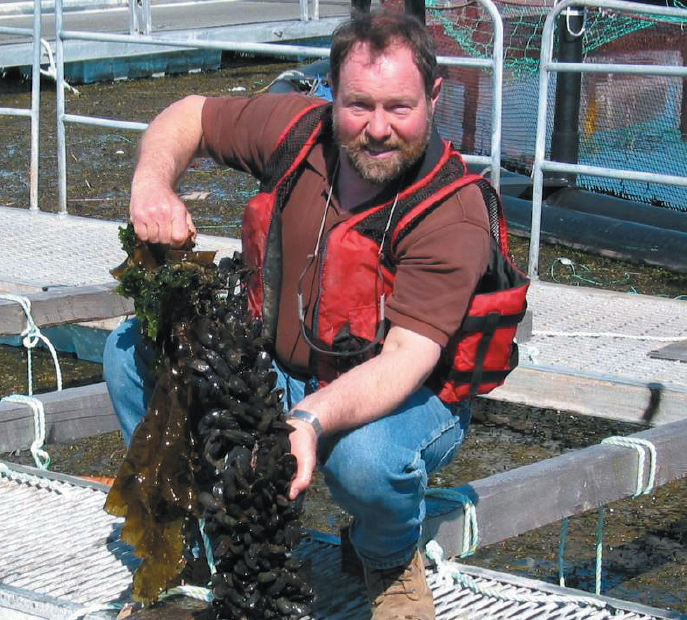
캐나다 펀디 만에서 대서양 연어와 가까운 곳에서 재배되는 청홍합

통합 양식이라고도 하는 통합 다영양 양식(IMTA) 은 한 종의 부산물(폐기물)을 재활용하여 다른 종의 투입물(비료제, 식품)로 만드는 관행이다. 사료 양식(예: 어류 및 새우)은 무기 추출물(예: 해조류) 및 유기 추출물(예: 조개류) 양식과 결합하여 환경 지속 가능성(생체 완화), 경제적 안정성(제품 다양화 및 위험 감소) 및 사회적 수용성(더 나은 관리 관행)을 위한 균형 잡힌 시스템을 구축한다.
이 시스템은 전통 양식업과 달리 다양한 영양 또는 영양 수준의 종을 사용하기 때문에 다중 영양 상태이다.
이상적으로는 이러한 시스템의 생물학적 및 화학적 과정이 균형을 이루어야 한다. 이는 다양한 생태계 기능을 제공하는 다양한 종의 적절한 선택과 비율을 통해 이루어진다. 공동 배양되는 종은 단순히 바이오 필터가 아니라 상업적 가치가 있는 수확 가능한 작물이어야 한다. 일을 하는 IMTA 시스템은 공동 배양된 종에 대한 상호 이익과 생태계 건강 개선을 바탕으로 전체 시스템의 생산량을 증가시켜야 한다. 비록 일부 종의 개별 생산량이 단기간에 단일 재배 관행에서 달성할 수 있는 양보다 적더라도 말이다.

## 규정
다양한 관할 구역에서는 환경 보호를 위해 일부 종류의 집중적인 동물 생산이 규제 대상이다. 미국에서는 폐기물을 배출하거나 배출을 제안하는 집중 동물 급식 운영(CAFO)이 연방 청정수법에 따른 요건을 충족하기 위해 분뇨 영양소, 오염 물질, 폐수 등의 관리 계획을 허가하고 실행해야 한다.규제 준수 및 집행에 대한 일부 데이터가 제공된다. 2000년 미국 환경보호청은 32개 산업의 환경 성과에 대한 5년 및 1년 데이터를 발표했으며, 축산업 데이터는 주로 CAFO에 대한 검사에서 도출되었다. 이 데이터는 주로 깨끗한 물법에 따른 검사 및 집행뿐만 아니라 깨끗한 공기법 및 자원 보존 및 회수법에 따른 검사 및 집행과도 관련이 있다. 32개 산업 중 축산업 생산은 5년 동안 환경 성과 상위 7위 안에 들었으며, 그 기간 마지막 해에는 집행 명령 대비 검사 비율이 낮아 환경 성과가 좋은 상위 2위 안에 들었다. 축산업의 5년 및 최종 연도 집행/검사 비율은 각각 0.05와 0.01이었다. 또한 마지막 해에는 축산업이 32개 산업 중 위반 시설 비율이 가장 낮은 두 개의 선도 산업 중 하나였다. 캐나다에서는 집중적인 가축 사육이 주 규제를 받으며, 규제 대상 기관의 정의는 주마다 다르다. 예를 들어, 집중적인 가축 사육(Saskatchewan), 제한된 사료 공급(Alberta), 사육장(British Columbia), 고밀도 영구 야외 감금 구역(Ontario), 사육장 또는 공원(Manitoba) 등이 있다. 캐나다에서는 다른 농업 부문과 마찬가지로 집중적인 동물 생산도 다양한 연방 및 주 요구 사항의 적용을 받는다.
미국에서는 연방 동물복지법을 포함한 모든 주 동물 학대법의 절반에 의해 사육 동물이 제외된다. 1873년에 제정되어 1994년에 개정된 28시간 법은 동물을 도살하기 위해 운송할 때는 28시간마다 차량을 멈추고 운동, 음식, 물을 위해 동물을 내보내야 한다고 명시하고 있다. 미국 농무부는 이 법이 새에게는 적용되지 않는다고 주장한다. 인도적 도축법도 마찬가지로 제한적이다. 1958년에 처음 통과된 이 법은 가축이 도살 전에 의식을 잃어야 한다고 규정하고 있다. 이 법은 또한 식용으로 도살되는 동물의 90% 이상을 차지하는 새와 토끼 및 물고기도 제외한다. 개별 주마다 자체 동물 학대법이 있지만, 많은 주에서 표준 농업 관행을 면제하는 조항으로 사용되는 농장 권리법이 있다.
미국에서는 가장 현실적인 방식으로 농장을 규제하려는 시도가 있다. 제한된 자원과 시간으로 가장 많은 동물을 효과적으로 규제하는 가장 쉬운 방법은 대규모 농장을 규제하는 것이다. 뉴욕주에서는 소가 300마리 미만이기 때문에 많은 동물 사료 공급 사업체가 CAFO로 간주되지 않는다. 이러한 농장은 CAFO 수준으로 규제되지 않는다. 이는 오염과 영양 침출을 억제하지 못할 수 있다. EPA 웹사이트는 뉴욕주 베이 유역에 247개의 동물 사료 공급 사업체가 있으며 68개만 있다고 설명함으로써 이 문제의 규모를 보여준다. 그 중에는 허용된 CAFO에서 제공하는 주 오염물질 배출 제거 시스템(SPDES)이 있다.
오하이오에서는 동물 복지 단체들이 농장 단체들과 협상을 통해 합의에 도달했으며, 캘리포니아에서는 2008년에 발의된 법안이 유권자들에 의해 승인되었다. 다른 주에서는 규정이 제정되었으며, 다른 주에서는 국민투표 및 로비 캠페인 계획이 진행 중이다.
2009년 2월 USDA는 분뇨 및 기타 농업 및 산업 부산물 활용이라는 실행 계획을 제안했다. 이 프로그램의 목표는 분뇨를 안전하고 효과적으로 사용하여 환경과 인간 및 동물의 건강을 보호하는 것이다. 이를 위해서는 몇 가지 조치를 취해야 하며, 이 네 가지 구성 요소에는 다음이 포함된다:
- 보다 효과적인 동물 영양 및 관리를 통해 분뇨 영양소의 사용성 향상[59]
- 향상된 수집, 저장 및 처리 옵션을 통해 분뇨의 가치 극대화[59]
- 수익성 향상과 토양, 수질, 대기질 보호를 위한 통합 농업 시스템에서 분뇨 활용[59]
- 분뇨 및 기타 농업 부산물을 재생 에너지원으로 사용하기[59]

2012년 호주 최대 슈퍼마켓 체인인 콜스는 2013년 1월 1일부로 공장식 농장에서 사육되는 동물의 회사 브랜드 돼지고기와 달걀 판매를 중단한다고 발표했다. 호주의 또 다른 주요 슈퍼마켓 체인인 울워스는 이미 공장식 축산물을 단계적으로 폐지하기 시작했다. 울워스의 모든 가정용 브랜드 달걀은 이제 케이지가 없으며, 2013년 중반까지 모든 돼지고기는 가판대 없는 농장을 운영하는 농부들로부터 공급될 예정이다.
2021년 6월, 유럽연합 집행위원회는 2027년까지 산란계, 암컷 사육돼지, 송아지, 토끼, 오리, 거위 등 여러 동물의 우리 사육을 금지하는 계획을 발표했다.

### 동물 복지
영국에서는 1979년 정부가 동물 복지에 대한 독립적인 자문 역할을 하기 위해 설립한 농장 동물 복지 위원회가 다섯 가지 자유로 정책을 표현하고 있다: 배고픔과 갈증, 불편함, 통증, 부상 또는 질병, 정상적인 행동 표현, 두려움과 고통.
전 세계적으로 어떤 관행이 받아들여지는지에 대한 이견이 있으며, 동물 복지가 규제 강화의 강력한 원동력이 되면서 규제에 변화가 계속되고 있다. 예를 들어, EU는 2010년까지 육류 닭의 최대 비축 밀도를 설정하기 위해 추가 규제를 도입하고 있다. 틀:영국 동물복지부 장관이 "육계 닭의 복지는 유럽연합 전역의 사람들에게 주요 관심사이다. 이 합의는 전 세계에 동물 복지에 관심이 있다는 강력한 메시지를 전달한다."라고 언급한 내용에 맞춰 업데이트하세요
공장 농업은 호주 전역에서 큰 논쟁을 불러일으키고 있으며, 많은 사람들이 공장 농장의 동물들이 어떻게 대우받는지에 대해 반대하고 있다. 동물들은 종종 좁은 공간에 갇혀 스트레스를 받으며 서로를 공격한다. 감염으로 인한 부상을 방지하기 위해 부리, 꼬리, 이빨을 제거한다. 진통제는 이러한 작업에 사용되지 않기 때문에 치아와 꼬리를 제거한 후 쇼크로 사망하는 돼지가 많다. 공장 농장은 닭과 같은 동물을 A4 페이지보다 작은 공간에 사육하는 등 공간을 확보하는 인기 있는 방법이다.
예를 들어, 영국에서는 닭의 비킹 제거가 더 이상 사용되지 않지만, 이는 악랄한 싸움을 허용하고 궁극적으로 식인 행위를 허용하는 것보다 더 나은 최후의 수단으로 간주되는 것으로 인식되고 있다. 60%에서 70%의 사이에서 발생하고 있다.미국 내 육백만 마리의 번식용 모돈 중 6백만 마리는 임신 중에 갇혀 있으며, 대부분의 성체 생활 동안 2×7피트(0.61×2.13m) 크기의 임신 상자에 갇혀 있다. 돼지고기 생산업체와 많은 수의사들에 따르면 모돈은 우리에 보관하면 싸울 것이라고 한다. 미국 최대 돼지고기 생산업체인 이 회사는 2007년 1월에 2017년까지 임신 상자를 단계적으로 폐지할 것이라고 밝혔다. 그들은 유럽 연합에서 단계적으로 폐지되고 있으며, 임신 4주차 이후인 2013년부터 금지 조치가 시행되고 있다. 공장 농업의 발전으로 인해 동물 권리와 복지 운동가들의 노력으로 인해 더 많은 대중이 이 문제에 대해 인식하고 있다. 그 결과, 미국과 유럽에서는 논란이 많은 관행 중 하나인 임신 상자가 법의 적용을 받고 있다. 그리고 덜 제한된 관행을 채택하라는 압력으로 인해 전 세계적으로 그 사용을 단계적으로 중단해야 한다.
미국에서 암소의 사망률이 증가하고 있는 것은 집중적인 번식 관행 때문인 것으로 추정된다. 암소는 일 년에 평균 23마리의 돼지를 생산한다.
미국에서만 매년 2천만 마리 이상의 닭, 330,000마리의 돼지, 166,000마리의 소가 도축장으로 이송되는 동안 사망하며, 약 80만 마리의 돼지는 도착하자마자 걸을 수 없다. 이는 종종 극심한 기온과 트라우마에 노출되기 때문이다.

### 증거
2011년부터 2014년까지 매년 15,000명에서 30,000명 사이의 사람들이 산업 가축 생산에 반대하기 위해 베를린에 모였다.

## 인간의 건강 중요성 영
미국 질병통제예방센터(CDC)에 따르면 동물을 집중적으로 사육하는 농장은 농장 근로자에게 건강 이상 반응을 일으킬 수 있다. 근로자는 급성 및 만성 폐 질환, 근골격계 손상을 일으킬 수 있으며 동물에서 인간(예: 결핵)으로 전염되는 감염에 걸릴 수 있다.
살충제는 유해한 것으로 간주되는 유기체를 제어하는 데 사용된다. 그리고 해충으로 인한 제품 손실을 방지하여 농부들의 비용을 절감한다. 미국에서는 사용되는 살충제의 약 4분의 1이 집, 마당, 공원, 골프장, 수영장에서 사용된다. 약 70%가 농업에 사용된다. 그러나 살충제는 소비자의 체내로 침투하여 건강 문제를 일으킬 수 있다. 그 원인 중 하나는 공장 농장에서 사육되는 동물의 생체 축적이다.
"연구에 따르면 공장 농장 옆 지역사회 주민들 사이에서 호흡기 질환, 신경 행동 질환, 정신 질환이 증가하는 것으로 나타났다."
CDC는 동물 배설물에서 나온 화학, 박테리아 및 바이러스 화합물이 토양과 물을 통해 이동할 수 있다고 보고한다. 이러한 농장 근처의 주민들은 불쾌한 냄새, 파리 및 건강에 악영향을 미치는 등의 문제를 보고한다.
CDC는 동물 배설물이 강과 호수, 그리고 공기 중으로 배출되는 것과 관련된 여러 오염 물질을 확인했다. 가축에서 항생제를 사용하면 항생제 내성 병원균이 생길 수 있고, 기생충, 박테리아, 바이러스가 퍼질 수 있으며, 암모니아, 질소, 인은 지표수의 산소를 줄이고 식수를 오염시킬 수 있다. 살충제와 호르몬은 물고기의 호르몬 관련 변화를 일으킬 수 있으며, 동물 사료와 깃털은 지표수에서 바람직한 식물의 성장을 방해하고 질병을 일으키는 미생물에 영양분을 공급할 수 있다. 비소와 구리와 같은 인체 건강에 해로운 미량 원소는 지표수를 오염시킬 수 있다.
COVID-19 팬데믹을 일으킨 2019년 코로나바이러스 감염증(COVID-19)과 같은 인수공통전염병은 집중적인 동물 사육과 관련된 환경 변화와 점점 더 밀접해지고 있다. 벌목, 채굴, 외딴 곳을 통한 도로 건설, 급속한 도시화, 인구 증가로 인해 원시림이 파괴되면서 사람들은 이전에는 없었던 동물 종들과 더 가까이 접촉하게 되었다. 유니버시티 칼리지 런던의 생태 및 생물다양성 학과장인 케이트 존스에 따르면, 야생동물에서 인간으로 질병이 전염되는 것은 이제 "인간 경제 발전의 숨겨진 비용"이 되었다.
집약적인 농업은 유해 질병의 진화와 확산을 더 쉽게 만들 수 있다. 많은 전염성 동물 질병이 밀집된 동물 집단을 통해 빠르게 확산되고 군집 현상으로 인해 유전적 재분류가 더 쉬워진다. 그러나 2009년 독감 대유행에서 그랬던 것처럼 소규모 가족 농장은 조류 질병과 사람들과의 연관성이 더 자주 발생할 가능성이 높다.
유럽연합에서는 안전한 수준을 결정할 방법이 없다는 이유로 성장호르몬이 금지되어 있다. 영국은 EU가 향후 일정 시점에 금지 조치를 인상할 경우 예방적 접근 방식을 준수하기 위해 사례별로 입증된 특정 호르몬의 도입만 고려할 것이라고 밝혔다. 1998년, EU는 인간 건강에 유익한 것으로 밝혀진 항생제를 동물에게 공급하는 것을 금지했다. 또한 2006년에는 성장 촉진 목적으로 사용되는 모든 가축용 의약품을 금지했다. 이러한 금지 조치의 결과로 동물 제품과 인간 인구 내 항생제 내성 수준이 감소하는 것으로 나타났다.
동물성 제품의 국제 무역은 돼지 열병과 같은 치명적인 질병(Ex. 광우병, 수족구병, 조류 독감)의 전 세계 전파 위험을 증가시킨다.
미국에서는 여전히 가축에서 항생제 사용이 만연해 있다. FDA는 2009년에 판매된 모든 항생제의 80%가 가축에게 투여되었으며, 이러한 항생제 중 상당수가 인간의 질병 치료에 사용되는 약물과 동일하거나 밀접한 관련이 있다고 보고한다. 그 결과 이러한 약물 중 상당수는 인간에 대한 효과를 잃고 있으며, 미국 내 약물 내성 박테리아 감염과 관련된 총 의료 비용은 연간 166억 달러에서 260억 달러 사이이다.
메티실린 내성 황색포도상구균(MRSA)이 돼지와 인간에서 확인되어 인간 감염에 대한 MRSA의 저장소로서의 돼지 역할에 대한 우려를 불러일으키고 있다. 한 연구에 따르면 2007년 미국과 캐나다의 양돈 농가 중 20%가 MRSA를 보유하고 있는 것으로 나타났다.두 번째 연구에 따르면 네덜란드 돼지 농장의 81%가 MRSA에 감염된 돼지를 보유하고 있었으며, 도축 중인 동물의 39%가 모든 감염이 테트라사이클린에 내성이 있었고 많은 동물이 다른 항균제에 내성이 있는 것으로 나타났다. 최근 연구에 따르면 MRSA ST398 분리주는 다른 MRSA나 메티실린에 민감한 황색포도상구균보다 농업에서 사용되는 항균제인 티아물린에 덜 민감한 것으로 나타났다. 가축에서 MRSA 사례가 증가했다. CC398은 동물에서 발생한 새로운 MRSA 클론으로, 주로 돼지뿐만 아니라 소와 가금류에서도 발견되며, 인간에게 전염될 수 있다. CC398은 인간에게 위험하지만, 식량을 생산하는 동물에서는 종종 무증상이다.
2011년 전국적인 연구에 따르면 미국 식료품점에서 판매되는 육류와 가금류의 거의 절반(47%)이 황색포도상구균에 오염되었으며, 그 중 절반 이상인 52%는 최소 세 가지 종류의 항생제에 내성이 있는 것으로 나타났다.스타프는 적절한 조리를 통해 죽여야 하지만 부적절한 음식 취급과 주방 내 교차 오염으로 인해 소비자에게 위험을 초래할 수 있다. 이 연구의 수석 저자는 "약물 내성 황색포도상구균이 워낙 널리 퍼져 있었고 식용 동물 자체에서 유래했을 가능성이 높다는 사실은 우려스러운 일이며, 오늘날 식용 동물 생산에 항생제가 어떻게 사용되는지에 대한 주의를 요구한다."라고 말했다
2009년 4월, 멕시코 베라크루스 주 의원들은 대규모 돼지 및 가금류 사육장이 팬데믹 신종플루의 번식지라고 비난했지만, 그들의 주장을 뒷받침할 과학적 증거는 제시하지 않았다. 이 지역에서 100명 이상의 감염자가 빠르게 사망한 신종플루는 스미스필드의 한 자회사 돼지 CAFO(집중 동물 사료 공급 작전) 근처에서 시작된 것으로 보인다.

## 환경적 중요도 영향
집약적인 공장 농업은 생태계 서비스의 상실과 지구 온난화로 인해 지구 환경에 대한 가장 큰 위협이 되었다. 그것은 지구 환경 파괴와 생물 다양성 손실의 주요 원인이다. 사료를 동물용으로만 재배해야 하는 과정은 종종 비료와 농약을 많이 사용하는 집약적인 방법으로 재배된다. 이로 인해 농약과 분뇨 폐기물로 인해 물, 토양, 공기가 오염되고 물과 에너지와 같은 제한된 자원이 지속 불가능한 속도로 사용되는 경우가 있다.
돼지와 가금류의 산업적 생산은 온실가스 배출의 중요한 원인이며, 앞으로도 더욱 그러할 것으로 예상된다. 집약적인 양돈 농장에서는 일반적으로 가축을 콘크리트 위에 슬레이트나 격자를 사용하여 배수한다. 분뇨는 일반적으로 슬러리 형태로 보관된다(슬러리는 소변과 대변의 액체 혼합물이다). 농장에 보관하는 동안 슬러리는 메탄을 방출하고, 분뇨를 밭에 뿌리면 아산화질소를 방출하여 토지와 수질의 질소 오염을 일으킨다. 공장 농장에서 생산된 가금류 분뇨는 높은 수준의 아산화질소와 암모니아를 배출한다.
대량의 폐기물이 발생하고 농축된다. 동물 배설물이 부적절하게 재활용될 경우 공기 질과 지하수가 위험에 처할 수 있다.
공장 농업의 환경적 영향에는 다음이 포함된다:
- 동물 사료 생산을 위한 삼림 벌채
- 고단백/고에너지 동물 사료 생산을 위한 지속 불가능한 토지 압박
- 농약, 제초제, 비료의 제조 및 사료 생산에 사용
- 지하수 추출을 포함한 사료 작물에 지속 불가능한 물 사용
- 사료용 작물과 분뇨에 사용되는 비료의 질소와 인에 의한 토양, 물, 공기 오염
- 토지 황폐화(출산율 감소, 토양 압축, 염분 증가, 사막화)
- 부영양화, 산성화, 살충제 및 제초제로 인한 생물다양성 손실
- 전 세계적으로 가축의 유전적 다양성 감소와 전통 품종의 손실
- 가축 관련 서식지 파괴로 인한 종 멸종(특히 사료 재배)

곤충 양식은 환경 피해를 덜 유발하는 전통적인 가축의 잠재적인 대안이다. 그러나 곤충은 생산하는 것보다 더 많은 먹이를 소비하기 때문에 직접적인 식물 소비에 비해 자원 효율성은 여전히 낮다. 또한 양식 곤충은 사람이 직접 먹이기보다는 가축을 먹이는 데 자주 사용된다.

## 같이 보기
- 동물권
- 동물법
  - 동물보호법
- 동물학대
- 동물복지(동물보호)
- 식품안전
- 오메가-6 지방산
- 대사 증후군
- 초식성
- 피드랏
- 유전자 변형 생물
- 축산업
- 미트릭스(The Meatrix)
- 패스트 푸드 네이션
- 매크로바이오틱스
- 항생물질
- 유전공학
- 비건
- 채식주의